# Семенич
Семенич — национальный парк и горнолыжный курорт в регионе Банат, Румыния.

## Этимология
Семенич — редкий цветок, который растет на горе. Горнолыжный курорт был назван в честь него, как редкая дань красоты, которую можно обнаружить лишь в этом месте.

## География
Курорт расположен на одноименной горе, которая является частью горы Банат в Караш-Северинском регионе. Высота горы, на которой расположен Семенич 1400 метров. Находится примерно в 36 км от столицы округа Решица. На горе Семенич, по сравнению с другими горнолыжными курортами Румынии, снег не тает на протяжении всего года, часто достигая толщины слоя выше 2 метров.